# La Torre de Cabús
La Torre de Cabús és una muntanya de 2.778 metres que es troba entre els municipis d'es Valls de Valira, a la comarca de l'Alt Urgell i d'Alins, a la comarca del Pallars Sobirà.